# Euphaea opaca
Euphaea opaca – gatunek ważki z rodziny Euphaeidae.